# Zygocera annulata
Zygocera annulata är en skalbaggsart som beskrevs av Stefan von Breuning 1939. Zygocera annulata ingår i släktet Zygocera och familjen långhorningar. Inga underarter finns listade i Catalogue of Life.